# Mattoni NBL 2010/2011
Mattoni NBL 2010/2011 (celým oficiálním názvem Mattoni Národní basketbalová liga) byla nejvyšší mužskou ligovou basketbalovou soutěží v České republice v ročníku 2010/2011. Celkovým vítězem se stal tým ČEZ Basketball Nymburk, který obhájil vítězství z předchozích sedmi ročníků.

## Základní část
Hrálo jedenáct celků systémem každý s každým. Vítězem základní části se stal tým BK Prostějov. Této fáze se neúčastnil ČEZ Basketball Nymburk kvůli  startu v Eurocupu a Adriatické lize.

## Tabulka po základní části
| Poř. | Tým                        | Z  | V  | P  | Skóre     | Body |
| ---- | -------------------------- | -- | -- | -- | --------- | ---- |
| 1.   | BK Prostějov               | 20 | 17 | 3  | 1725:1460 | 37   |
| 2.   | BK Děčín                   | 20 | 16 | 4  | 1574:1359 | 36   |
| 3.   | Unibon Nový Jičín          | 20 | 15 | 5  | 1743:1397 | 35   |
| 4.   | BK JIP Pardubice           | 20 | 14 | 6  | 1599:1388 | 34   |
| 5.   | NH Ostrava                 | 20 | 13 | 7  | 1588:1518 | 34   |
| 6.   | BK Breda & Weinstein Opava | 20 | 10 | 10 | 1533:1568 | 30   |
| 7.   | BC Kolín                   | 20 | 9  | 11 | 1533:1608 | 29   |
| 8.   | Basketball Brno            | 20 | 7  | 13 | 1441:1528 | 27   |
| 9.   | USK Praha                  | 20 | 5  | 15 | 1413:1567 | 25   |
| 10.  | BK Loko Interconex Plzeň   | 20 | 2  | 18 | 1328:1683 | 22   |
| 11.  | Basketbal QANTO Svitavy    | 20 | 2  | 18 | 1299:1700 | 22   |

## Nadstavbová část
Po základní části se týmy rozdělily - prvních pět doplněných o dlouhodobě  nejlepší český klub ČEZ Basketball Nymburk hrálo skupinu A1, dalších šest týmu ze spodní části tabulky po základní části pokračovalo ve skupině  A2. Zatímco do tabulky skupiny A2 se započítávaly i výsledky ze základní části, tabulka ve skupině  A1 se hodnotila samostatně pro nadstavbovou část.  

### Tabulka skupiny A1
| Poř. | Tým                    | Z  | V  | P | Skóre   | Body |
| ---- | ---------------------- | -- | -- | - | ------- | ---- |
| 1.   | ČEZ Basketball Nymburk | 10 | 10 | 0 | 846:725 | 20   |
| 2.   | BK Prostějov           | 10 | 7  | 3 | 814:767 | 17   |
| 3.   | BK JIP Pardubice       | 10 | 6  | 4 | 784:734 | 16   |
| 4.   | BK Děčín               | 10 | 4  | 6 | 716:744 | 14   |
| 5.   | NH Ostrava             | 10 | 2  | 8 | 713:829 | 12   |
| 6.   | Unibon Nový Jičín      | 10 | 1  | 9 | 733:807 | 11   |

### Tabulka skupiny A2
| Poř. | Tým                        | Z  | V  | P  | Skóre     | Body |
| ---- | -------------------------- | -- | -- | -- | --------- | ---- |
| 1.   | BK Breda & Weinstein Opava | 30 | 17 | 13 | 2287:2282 | 47   |
| 2.   | BC Kolín                   | 30 | 15 | 15 | 2354:2404 | 45   |
| 3.   | USK Praha                  | 30 | 11 | 19 | 2131:2242 | 41   |
| 4.   | Basketball Brno            | 30 | 10 | 20 | 2169:2288 | 40   |
| 10.  | Basketbal QANTO Svitavy    | 30 | 7  | 23 | 2011:2429 | 37   |
| 11.  | BK Loko Interconex Plzeň   | 30 | 5  | 25 | 2068:2482 | 35   |

## Play-off

### Předkolo
Utkaly se   čtyři nejlepší celky ze skupiny A2, hrálo se na dvě vítězná utkání:
- BC Kolín - USK Praha 0:2 (68:70, 64:65)
- BK Breda & Weinstein Opava - Basketball Brno 2:1 (81:69, 76:79, 100:72)

### Čtvrtfinále
Od čtvrtfinále se  série hrály na tři vítězné zápasy:
- BK Prostějov - BK Breda & Weinstein Opava 3:1 (87:61, 93:73, 72:81, 100:80)
- BK Děčín - NH Ostrava 3:1 (96:69, 71:86, 89:46, 93:71)
- ČEZ Basketball Nymburk - USK Praha 3:0 (90:55, 95:54, 82:58)
- BK JIP Pardubice - Unibon Nový Jičín 3:2  (67:78, 91:86, 76:87, 80:67, 63:55)

### Semifinále
- BK Prostějov  - BK JIP Pardubice 3:2  (85:70, 72:77, 90:86, 70:92, 84:77)
- ČEZ Basketball Nymburk - BK Děčín 3:0 (66:63, 84:79, 78:85)

### Finále
Hráno na čtyři vítězná utkání:
- ČEZ Basketball Nymburk - BK Prostějov 4:2  (89:64, 102:83, 70:73, 72:83, 86:84, 82:65)

## Statistiky

### Nejlepší střelci podle průměru na utkání
| Poř. | Hráč              | Utkání | Body celkem | Průměr |
| ---- | ----------------- | ------ | ----------- | ------ |
| 1.   | James Terry Smith | 31     | 538         | 17,35  |
| 2.   | Pavel Houška      | 36     | 541         | 15,03  |
| 3.   | Kyle Marc Landry  | 44     | 660         | 15,00  |
| 4.   | Ladislav Horák    | 25     | 369         | 14,76  |
| 5.   | William Hatcher   | 37     | 535         | 14,46  |
| 6.   | Peter Sedmák      | 32     | 457         | 14,28  |
| 7.   | Tre Simmons       | 19     | 269         | 14,16  |
| 8.   | Jakub Blažek      | 36     | 504         | 14,00  |
| 9.   | Benas Veikalas    | 44     | 614         | 13,95  |
| 10.  | Richard Field     | 17     | 232         | 13,65  |

### Nejlepší střelci celkem
| Poř. | Hráč                      | Utkání | Body celkem | Průměr |
| ---- | ------------------------- | ------ | ----------- | ------ |
| 1.   | Kyle Marc Landry          | 44     | 660         | 15     |
| 2.   | Benas Veikalas            | 44     | 614         | 13,95  |
| 3.   | Pavel Houška              | 36     | 541         | 15,03  |
| 4.   | James Terry Smith         | 31     | 538         | 17,35  |
| 5.   | William Hatcher           | 37     | 535         | 14,46  |
| 6.   | Andrius Šležas            | 42     | 513         | 12,21  |
| 7.   | Marcus Arnold             | 40     | 512         | 12,80  |
| 8.   | Jakub Blažek              | 36     | 504         | 14,00  |
| 9.   | Bertengeh Cadri-Nicholson | 44     | 474         | 10,77  |
| 10.  | Jakub Šiřina              | 37     | 467         | 12,62  |